# Caconeura risi
Caconeura risi е вид водно конче от семейство Protoneuridae.

## Разпространение
Видът е разпространен в Индия (Керала).